# Karl von Lanckoroński-Brzezie

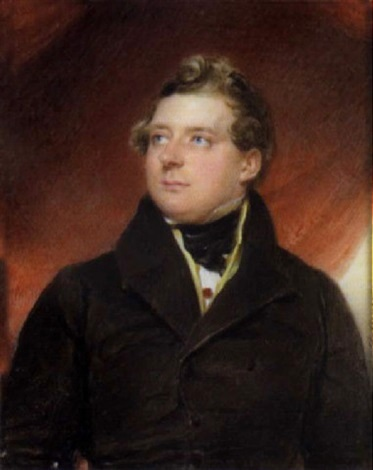
Karl von Lanckoronski

Graf Karl von Lanckoroński-Brzezie (* 16. November 1799; † 17. Mai 1863 in Wien) war k.k. Oberstkämmerer, oberster Hoftheaterdirektor, Kunstförderer und Ritter des goldenen Vlieses. Er war Besitzer der Herrschaften Rozdol, Strussow und Jagelnica in Galizien.

## Leben
Er entstammt der alten, ursprünglich französischen, später nach Polen ausgewanderten Familie Lanckoroński, welche in der polnischen Geschichte eine hervorragende Rolle spielte. Seine Eltern waren der Graf Anton von Lanckoroński-Brzezie (1760–1830) und dessen Ehefrau, die Gräfin Ludovica vom Rzewuska († 20. April 1839).
Der Graf wurde 1849 der Nachfolger des Oberstkämmerers Graf Moritz von Dietrichstein. In dieser Position beaufsichtigte er die Schatzkammer, die naturwissenschaftlichen Kabinette (das zoologische, botanische, mineralogische und das physikalisch-astronomische), das Münz- und Antikenkabinett, die Ambraser-Sammlung, die Gemälde-Galerie und die beiden Hoftheater, das Hofburg- und Hofoperntheater. In dieser Position förderte der Graf – so weit möglich – die Kunst, aber besonders die Hofbühne. Diese nahm unter Heinrich Laube einen neuen Aufschwung.
1852 wurde er in den Orden vom Goldenen Vließ aufgenommen.

## Familie
Der Graf heiratete am  1. Dezember 1832 die Gräfin Maria Charlotte Adelheid von Stadion (* 28. März 1804; † 13. März 1885), einer Schwester des Ministers Graf Franz Seraph von Stadion († 1853). Die Ehe blieb kinderlos.